# Црква Свете великомученице Параскеве у Великом Дреновцу
Црква Свете великомученице Параскеве у Великом Дреновцу, насељеном месту на територији општине Алексинац, припада Епархији нишкој Српске православне цркве.
Црква посвећена Светој Петки је изграђена на старим темељима 1880. године. Године 1927. озидана је циглом и добила садашњи изглед. Црква је једнобродна грађевина са триконхосом и полуобличастим сводом. До 1994. године била је параклис. Исте године је обновљена и освећена 8. августа од стране епископа нишког господина Иринеја који је храм посветио светој преподобномученици Параскеви.